# Municipio de Lincoln (condado de Jackson)
El municipio de Lincoln (en inglés: Lincoln Township) es un municipio ubicado en el condado de Jackson en el estado estadounidense de Kansas. En el año 2010 tenía una población de 1221 habitantes y una densidad poblacional de 4,79 personas por km².

## Geografía
El municipio de Lincoln se encuentra ubicado en las coordenadas 39°19′41″N 95°50′29″O / 39.32806, -95.84139. Según la Oficina del Censo de los Estados Unidos, el municipio tiene una superficie total de 254.87 km², de la cual 254,8 km² corresponden a tierra firme y (0,03 %) 0,06 km² es agua.

## Demografía
Según el censo de 2010, había 1221 personas residiendo en el municipio de Lincoln. La densidad de población era de 4,79 hab./km². De los 1221 habitantes, el municipio de Lincoln estaba compuesto por el 36,77 % blancos, el 0,49 % eran afroamericanos, el 52,5 % eran amerindios, el 0,08 % eran asiáticos, el 0,74 % eran de otras razas y el 9,42 % eran de una mezcla de razas. Del total de la población el 6,88 % eran hispanos o latinos de cualquier raza.